# Geir Karlstad

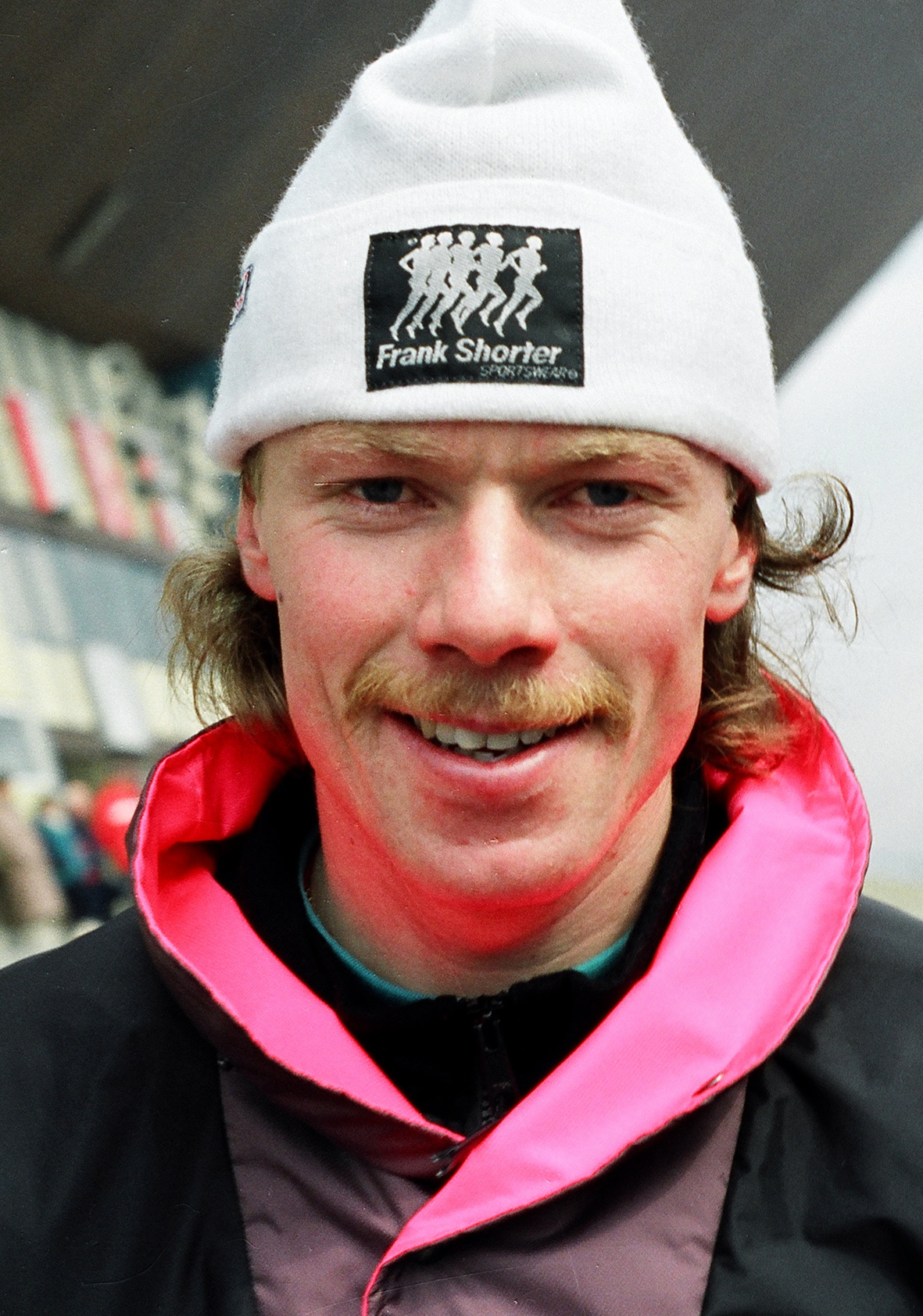
Geir Karlstad

Geir Karlstad (* 7. Juli 1963 in Lørenskog) ist ein ehemaliger norwegischer Eisschnellläufer.
Der Juniorenweltmeister von 1982 siegte bei den Olympischen Winterspielen 1992 in Albertville über 5000 m und gewann Bronze über die 10.000-m-Distanz. 1989 belegte Karlstad bei der Welt- und Europameisterschaft jeweils den dritten Platz im Mehrkampf. Karlstad stellte acht Weltrekorde auf, davon drei im Juniorenbereich. Eine schwere Rückenverletzung zwang ihn, seine Karriere unmittelbar vor den Olympischen Spielen 1994 in seinem Heimatland zu beenden.

## Erfolge
- 1982 Juniorenweltmeister (Mehrkampf)
- 1989 WM-Dritter, EM-Dritter (Mehrkampf)
- 1992 olympische Goldmedaille über 5000 m, Bronzemedaille über 10.000 m

## Ehrungen
- Gewinner der Oscar-Mathisen-Trophäe 1986